# Kaori Inoue
Kaori Inoue (jap. 井上 香織 Inoue Kaori; ur. 21 października 1982 r. w Toyo'oka, w prefekturze Hyōgo, w Japonii) – japońska siatkarka grająca na pozycji środkowej. 
Obecnie występuje w drużynie Denso Airybees.
W roku 2010 podczas eliminacji do Grand Prix siatkarek 2010 została uznana za najlepszą blokującą, pokonując Brazylijkę Thaisa Menezes i Amerykankę Destinee Hooker.
W 2010 r. zdobyła brązowy medal Mistrzostw Świata, rozgrywanych w Japonii.

## Sukcesy
- 2010 -  Mistrzostwa Świata
- 2012 -  Igrzyska Olimpijskie